# C/2014 Y1 (PANSTARRS)
C/2014 Y1 (PANSTARRS) — одна з параболічних комет. Ця комета була відкрита 16 грудня 2014 року; блиск на час відкриття: 19.9m.